# Saison 3 de Kaamelott
Chronologie
Livre II Livre IV
Cet article présente le guide du « Livre III », soit la troisième saison de la série télévisée Kaamelott. Diffusé entre le 9 janvier 2006 et le 22 mars 2006 le Livre III est le premier livre à suivre une histoire de fond chronologique. S’il existe toujours de nombreux épisodes indépendants, on note la présence d’épisodes qui font avancer l’intrigue ; la compréhension de ces épisodes nécessite d’avoir vu les épisodes précédents car ils recèlent de nombreuses références à ceux-ci.
Les épisodes sont présentés dans l’ordre présent dans le coffret intégral du Livre III. L’ordre original de diffusion diffère quelque peu et inclut notamment des contradictions ; par exemple, dans l’épisode Saponides et Détergents, Guethenoc rase sa moustache ; dans un épisode diffusé ensuite, on le retrouve avec sa moustache et dans un autre diffusé encore plus tard, il est de nouveau rasé de près.

## Épisode 1:Le Chevalier errant
- France : M6

## Épisode 2:L’Aveu de Bohort
- France : M6

## Épisode 3:Le Magnanime
- France : M6

## Épisode 4:Le Porte-bonheur
- France : M6

## Épisode 5:Séfriane d’Aquitaine
- France : M6

- Axelle Laffont

## Épisode 6:Le Combat des chefs
- France : M6

## Épisode 7:Le Déserteur
- France : M6

- Bruno Salomone

## Épisode 8:La Potion de vivacité
- France : M6

## Épisode 9:Le Sanglier de Cornouailles
- France : M6

## Épisode 10:L’Ankou
- France : M6

- Ged Marlon

## Épisode 11:Ablutions
- France : M6

## Épisode 12:La Poétique1repartie
- France : M6

## Épisode 13:La Poétique2epartie
- France : M6

## Épisode 14:Les Derniers Outrages
- France : M6

## Épisode 15:Guenièvre et Euripide
- France : M6

## Épisode 16:Unagi III
- France : M6

## Épisode 17:Le Fléau de Dieu II
- France : M6

## Épisode 18:Cryda de Tintagel
- France : M6

- Claire Nadeau

## Épisode 19:L’Ivresse II
- France : M6

## Épisode 20:Legenda
- France : M6

## Épisode 21:Le Renfort magique
- France : M6

## Épisode 22:Silbury Hill II
- France : M6

## Épisode 23:Le Professionnel
- France : M6

- Pascal Vincent

## Épisode 24:Les Suppléants
- France : M6

## Épisode 25:La Nuit du nomade
- France : M6

## Épisode 26:L’Assemblée des rois1repartie
- France : M6

- François Rollin

## Épisode 27:L’Assemblée des rois2epartie
- France : M6

## Épisode 28:L’Arche de transport
- France : M6

## Épisode 29:Les Cousins
- France : M6

## Épisode 30:Le Trouble
- France : M6

## Épisode 31:Le Tournoi
- France : M6

## Épisode 32:La Pierre de Lune
- France : M6

## Épisode 33:La Pythie
- France : M6

## Épisode 34:Les Cheveux noirs
- France : M6

## Épisode 35:Dream On
- France : M6

## Épisode 36:Feue[1]la poule de Guethenoc
- France : M6

## Épisode 37:Le Repos du guerrier II
- France : M6

## Épisode 38:Les Affranchis
- France : M6

## Épisode 39:Les Clous de la Sainte Croix
- France : M6

## Épisode 40:La Corne d’abondance
- France : M6

## Épisode 41:Morituri
- France : M6

## Épisode 42:Le Dialogue de paix II
- France : M6

## Épisode 43:Stargate II
- France : M6

## Épisode 44:L’Abstinent
- France : M6

## Épisode 45:Aux yeux de tous II
- France : M6

## Épisode 46:La Potion de vérité
- France : M6

## Épisode 47:Le Petit Poucet
- France : M6

## Épisode 48:Haunted II
- France : M6

## Épisode 49:La Révolte II
- France : M6

## Épisode 50:Perceval chante Sloubi
- France : M6

## Épisode 51:Le Jour d’Alexandre
- France : M6

## Épisode 52:La Cassette II
- France : M6

## Épisode 53:Poltergeist
- France : M6

## Épisode 54:Les Paris II
- France : M6

## Épisode 55:Au Bonheur des Dames
- France : M6

- Virginie Efira

## Épisode 56:Les Tourelles
- France : M6

## Épisode 57:Cuisine et Dépendances
- France : M6

## Épisode 58:Arthur sensei
- France : M6

## Épisode 59:Le Solitaire
- France : M6

## Épisode 60:Les Festivités
- France : M6

## Épisode 61:La Menace fantôme
- France : M6

## Épisode 62:La Coopération
- France : M6

## Épisode 63:L’Empressée
- France : M6

## Épisode 64:La Ronde II
- France : M6

## Épisode 65:Mission
- France : M6

## Épisode 66:La Baliste
- France : M6

## Épisode 67:La Baraka
- France : M6

- Laurent Gamelon

## Épisode 68:La Veillée
- France : M6

## Épisode 69:Le Tourment III
- France : M6

## Épisode 70:La Potion de fécondité II
- France : M6

## Épisode 71:L’Attaque nocturne
- France : M6

## Épisode 72:La Restriction II
- France : M6

## Épisode 73:Les Défis de Merlin II
- France : M6

## Épisode 74:Saponides et Détergents
- France : M6

## Épisode 75:Le Justicier
- France : M6

- Roland Giraud

## Épisode 76:La Crypte maléfique
- France : M6

## Épisode 77:Arthur in Love II
- France : M6

## Épisode 78:La Grande Bataille
- France : M6

## Épisode 79:La Fête de l’hiver II
- France : M6

## Épisode 80:Sous les verrous II
- France : M6

## Épisode 81:Le Vulgarisateur
- France : M6

## Épisode 82:Witness
- France : M6

## Épisode 83:Le Tribut
- France : M6

## Épisode 84:Le Culte secret
- France : M6

## Épisode 85:Le Mangonneau
- France : M6

Léodagan présente à Arthur et Calogrenant une nouvelle machine de guerre qu'il veut faire acheter. Non seulement son coût est exorbitant, son maniement nécessite un nombre considérable de servants, mais de plus son utilisation est totalement inadaptée au contexte militaire de Kaamelott.

## Épisode 86:La Chevalerie
- France : M6

## Épisode 87:Le Mauvais Augure
- France : M6

## Épisode 88:Raison d’argent II
- France : M6

## Épisode 89:Les Auditeurs libres
- France : M6

## Épisode 90:Le Baiser romain
- France : M6

## Épisode 91:L’Espion
- France : M6

## Épisode 92:Alone in the Dark
- France : M6

## Épisode 93:Le Législateur
- France : M6

## Épisode 94:L’Insomniaque
- France : M6

## Épisode 95:L’Étudiant
- France : M6

## Épisode 96:Le Médiateur
- France : M6

## Épisode 97:Le Trophée
- France : M6

## Épisode 98:Hollow Man
- France : M6

## Épisode 99:La Dispute1repartie
- France : M6

## Épisode 100:La Dispute2epartie
- France : M6